# Joan de Burgunya

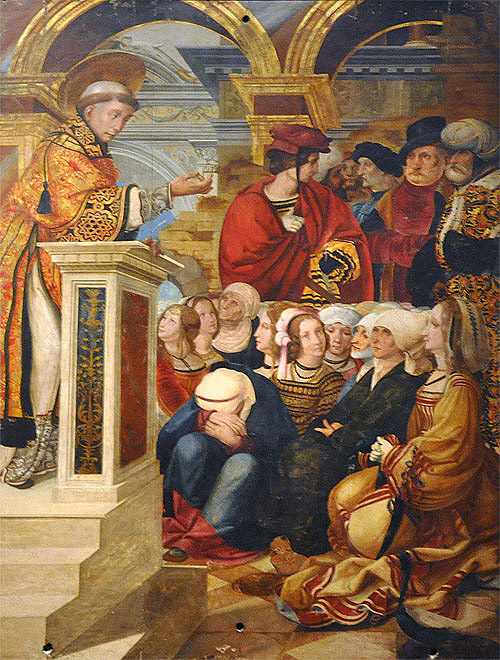
Predicación de san Félix a las mujeres de Gerona, Museo de Arte de Gerona.

Joan de Borgunya o Burgunya (1465, fallecido en 1525) fue un pintor de origen alsaciano establecido en Cataluña hacia 1510, tras pasar por Valencia, conocido también como Maestro de San Félix.
Hijo de Joan de Puncts, orfebre de Estrasburgo (Sacro Imperio Romano Germánico) es posible que pasase un tiempo en Nápoles, de donde procedía el retrato de una dama del Museo de Bellas Artes de Budapest firmado «Opus Iohannes Burgundi». En Barcelona trabajó en el taller de Nicolau Credença antes de contratar, ya como maestro independiente, el desaparecido retablo de la iglesia de Santa María del Pí.
En 1518 se trasladó a Gerona donde se hizo cargo del retablo de la iglesia de Sant Feliu, actualmente en el Museo de Arte de Gerona, así como del retablo de Santa Úrsula para la catedral, destruido en 1936. Se le atribuye en el Museo Nacional de Arte de Cataluña una Virgen con el Niño Jesús y san Juanito, en la que se conjugan, como en su restante obra, el detallismo y preciosismo nórdicos con la utilización de estampas italianas de Marcantonio Raimondi. El amplio paisaje de esta tabla, poblado de arquitecturas a la romana y pequeñas figuras, difiere sin embargo de lo que parece ser su estilo más característico, tal como se encuentra en las tablas de retablo de San Félix: la utilización de grandes figuras de gestualización nórdica traídas a primer plano y escalonadas con cierta incoherencia sobre fondos cercanos, para los que se sirve de una decoración italianizante tomada de estampas. 
La última pieza atribuida a su corpus es una "Natividad". Fue descubierta y dada a conocer por el profesor Alberto Velasco. Posteriormente fue adquirida por la Generalitat Valenciana con destino al Museo de Bellas Artes de Valencia.

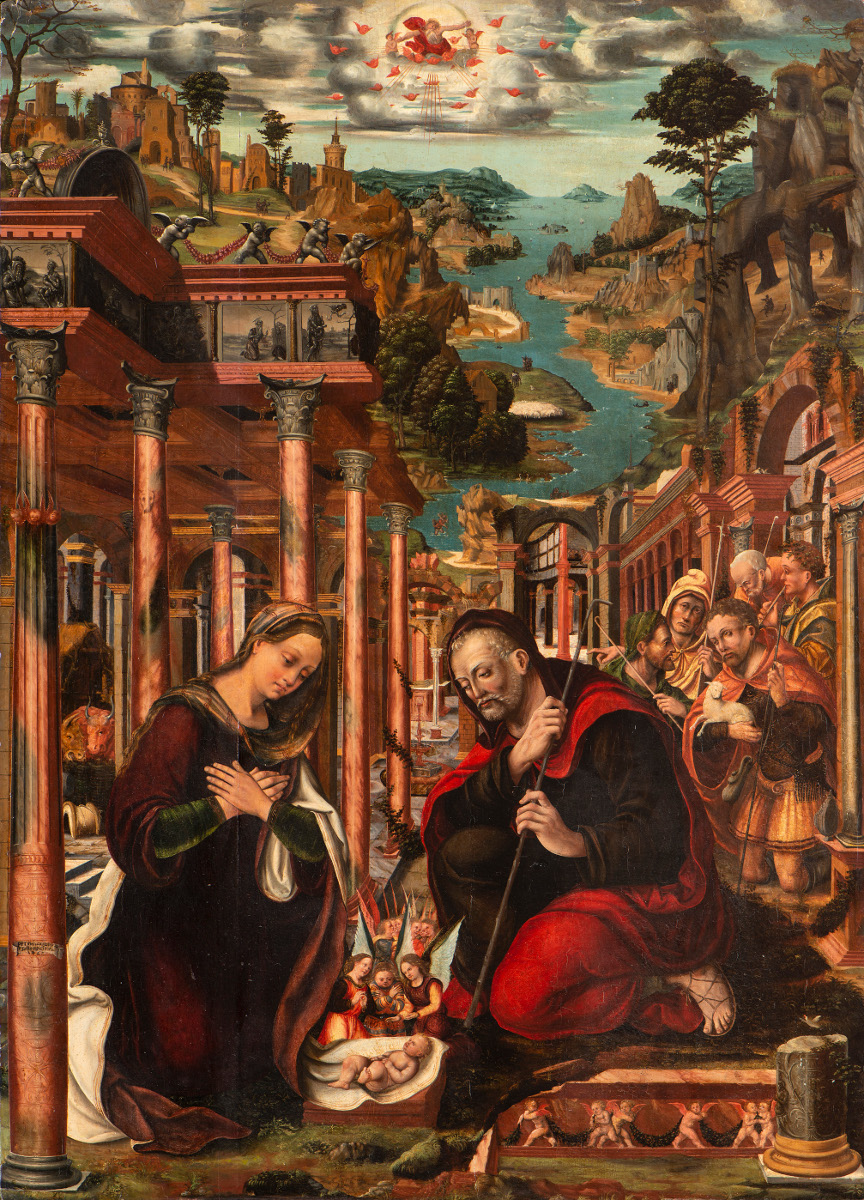
Natividad de Joan de Borgunya, Museo de Bellas Artes de Valencia.